# Gravitomagnetism
Gravitomagnetism, gravitoelektromagnetism eller "GEM", syftar på en uppsättning formella analogier mellan Maxwells fältekvationer och en approximativ omformulering av Einsteins fältekvationer för allmän relativitetsteori, som är möjlig under vissa betingelser. Den vanligaste versionen av GEM gäller bara långt bort från isolerade källor och för långsamma testpartiklar.
Uttrycket "gravitomagnetism" kan vara missledande, så tillvida att det inte har något direkt att skaffa vare sig med elektromagnetism eller med konventionell magnetism. 

Fluidmekanik – Rotations-fluid drag för en solid sfär inbäddad i en fluid, med analoga riktningar och rotationssätt som magnetism, analogt samspel som frame dragging till gravitomagnetisk växelverkan.

## Bakgrundshistorik
Analogin och ekvationerna, som skiljer sig enbart med några mindre faktorer, publicerades första gången 1893 av Oliver Heaviside som en separat utvidgning av Newtons lagar, före allmänna relativitetsteorin men efter Woldemar Voigts formulering av Lorentztransformationen 1887.
Den approximativa omformuleringen av gravitationen, som den beskrivs av allmän relativitet i sin svagfältsgräns, får ett synbart fält att visa sig i en annan referensram än den för en fritt rörlig trög kropp. Detta apparenta fält kan beskrivas av två komponenter som uppträder likt elektromagnetismens respektive elektriska och magnetiska fält, och i analogi med dessa kallas för gravitoelektriska och gravitomagnetiska fält. De uppstår ju på samma sätt kring en massa, som en elektrisk laddning i rörelse är källan till de elektriska och magnetiska fälten. Den huvudsakliga följden av det gravitomagnetiska fältet, eller hastighetsberoende accelerationen, är att ett objekt i rörelse nära ett roterande massivt objekt kommer att erfara acceleration, som inte förutsägs av en rent newtonskt (gravitoelektriskt) gravitationsfält. Det kan därför även säga oss något om tröghetens ursprung. Ytterligare subtila förutsägelser, såsom inducerad rotation hos ett fallande objekt och precession hos ett snurrande objekt är bland allmänna relativitetsteorins sista grundläggande förutsägelser att bli direkt prövade.
Indirekt verifiering av gravitomagnetiska effekter har erhållits från analyser av relativistiska jetstrålar. Roger Penrose föreslog en frame dragging mekanism för att extrahera energi och rörelsemängd från ett roterande svart hål. Reva Kay Williams på University of Florida utvecklade ett rigoröst bevis som validerade Penroses mekanism.  Hennes modell visade hur Lense–Thirring-effekten kunde svara för kvasarernas och aktiva galaxkärnors observerade höga energier och luminositet; de kollimerade jetstrålarna från deras polaraxlar; och jetstrålarnas asymmetri relativt banplanet. Alla dessa observerade egenskaper borde kunna förklaras i termer av gravitomagnetiska effekter. Williams tillämpning av Penroses mekanism kan användas på svarta hål av godtycklig storlek.

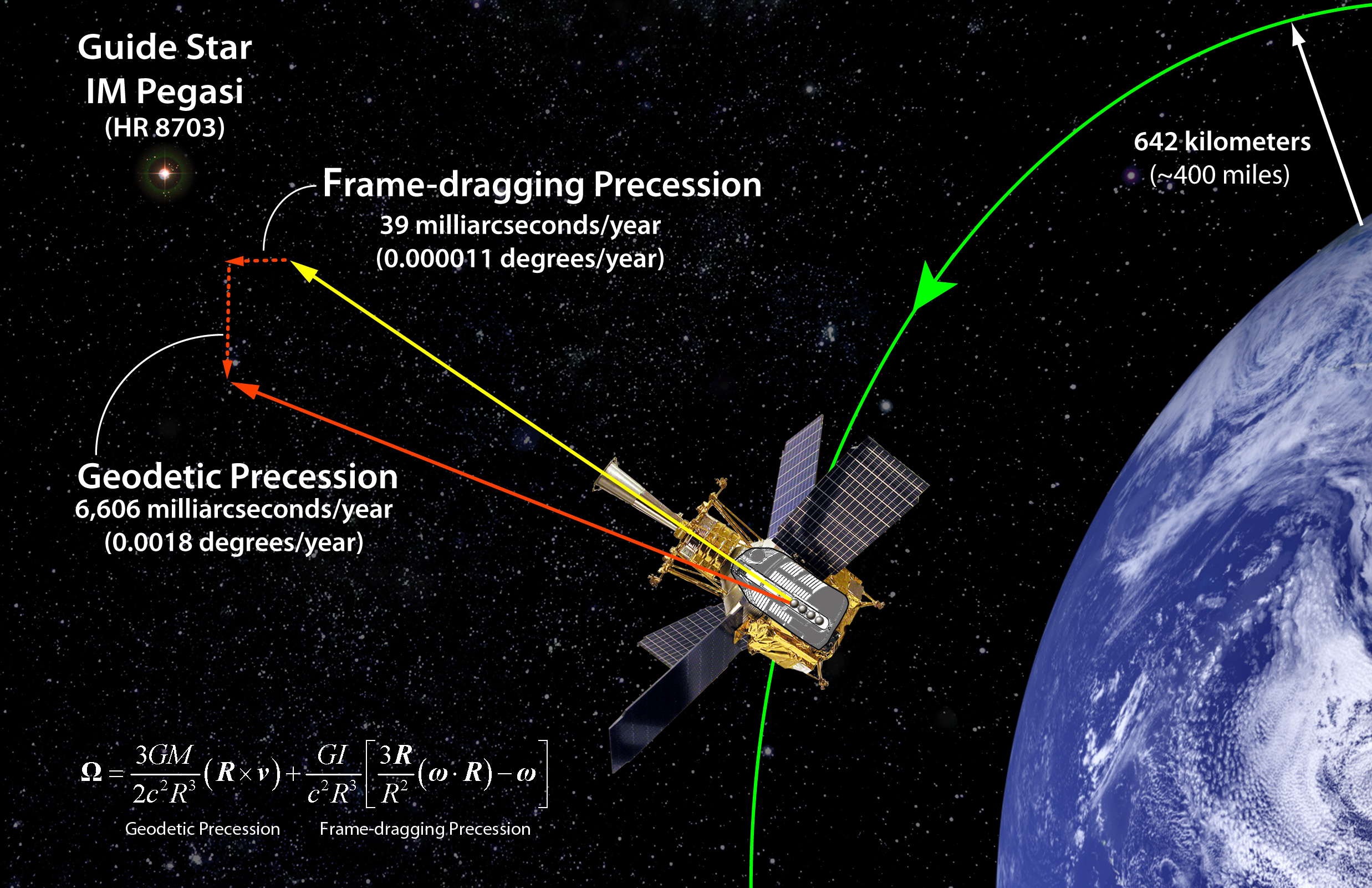
Skiss över hur Gravity Probe B bekräftar gravitomagnetism.

## Försöksverksamhet
Relativistiska jetstrålar kan tjäna som gravitomagnetismens mest spektakulära och ljusaste form av validering.
Under åren 2003-2006 har forskare utfört 250 experiment för att klarlägga om en upptäckt liten, men överraskande stor gravitomagnetismeffekt i en roterande supraledande ring höll måttet, och det gjorde den. Effekten kan säkert ge en antigravitationseffekt. Det är nu upp till andra forskare att testa det förmodade resultatet.
En grupp vid Stanford University analyserar för närvarande data från den första direkta testen av GEM, satellitexperimentet Gravity Probe B, för att se om de är konsistenta med gravitomagnetism. Även Apache Point Observatory Lunar Laser Ranging Operation planerar att observera gravitomagnetiska effekter.

## Ekvationer
Enligt allmänna relativitetsteorin kan det gravitationsfält som skapas av ett roterande objekt (eller massa–energi), i ett begränsat specialfall beskrivas av ekvationer som har samma form som i klassisk elektromagnetism. Med utgångspunkt från Einsteins fältekvationer kan, under antagande av ett svagt gravitationsfält eller jämförelsevis flat rumtid, gravitationsanalogerna till Maxwells ekvationer för elektromagnetism, benämnda "GEM-ekvationer", härledas. GEM -ekvationerna jämförda med Maxwell's -ekvationer i SI-enheter är:
| GEM-ekvationer | Maxwells ekvationer |
| --- | --- |
| {\displaystyle \nabla \cdot \mathbf {E} _{\text{g}}=-4\pi G\rho _{\text{g}}\ } | {\displaystyle \nabla \cdot \mathbf {E} ={\frac {\rho }{\epsilon _{0}}}}                                                                             |
| {\displaystyle \nabla \cdot \mathbf {B} _{\text{g}}=0\ } | {\displaystyle \nabla \cdot \mathbf {B} =0\ } |
| {\displaystyle \nabla \times \mathbf {E} _{\text{g}}=-{\frac {\partial \mathbf {B} _{\text{g}}}{\partial t}}\ }                                                                              | {\displaystyle \nabla \times \mathbf {E} =-{\frac {\partial \mathbf {B} }{\partial t}}\ }                                                            |
| {\displaystyle \nabla \times \mathbf {B} _{\text{g}}=4\left(-{\frac {4\pi G}{c^{2}}}\mathbf {J} _{\text{g}}+{\frac {1}{c^{2}}}{\frac {\partial \mathbf {E} _{\text{g}}}{\partial t}}\right)} | {\displaystyle \nabla \times \mathbf {B} ={\frac {1}{\epsilon _{0}c^{2}}}\mathbf {J} +{\frac {1}{c^{2}}}{\frac {\partial \mathbf {E} }{\partial t}}} |

där:
- Eg är statiska gravitationsfältet (vanligen gravitation, även kallad gravitoelektrisk i analogt bruk) i m⋅s-2;
- E är elektriskt fält;
- Bg är gravitomagnetiskt fält i s−1;
- B är magnetfältet;
- ρg är masstätheten i kg⋅m−3;
- ρ är laddningstäthet:
- Jg är mass-strömtätheten eller massflödet (Jg = ρgvρ, där vρ är massflödet som alstrar gravitomagnetiska fältets hastighet) i kg⋅m−2⋅s−1;
- J är elektrisk strömtäthet;
- G är gravitationskonstanten i m3⋅kg−1⋅s−2;
- ε0 är vakuumpermissiviteten;
- c är gravitationens utbredningshastighet (vilken är lika med ljushastigheten enligt relativitetsteorin) i m⋅s−1.

### Lorentzkraft
För en testpartikel vars massa m är "liten", beskrivs nettokraften (Lorentz's) som verkar på den i ett stationärt tillstånd, till följd av ett GEM-fält, av följande GEM-analog till Lorentzkraft-ekvationen:
| GEM-ekvation | EM-ekvation                                                                             |
| --- | --------------------------------------------------------------------------------------- |
| {\displaystyle \mathbf {F} =m\gamma (\mathbf {v} )\left(\mathbf {E} _{\text{g}}+\mathbf {v} \times \mathbf {B} _{\text{g}}\right)} | {\displaystyle \mathbf {F} =q\left(\mathbf {E} +\mathbf {v} \times \mathbf {B} \right)} |

där:
- v är testpartikelns hastighet;
- m är testpartikelns vilomassa;
- mγ(v) är testpartikelns relativistiska massa;
- γ(v) = (1 − v∙v/c2)−1/2 är Lorentzfaktorn;
- q är testpartikelns elektriska laddning.

En fritt fallande testpartikels acceleration är:
{\displaystyle \mathbf {a} =\mathbf {E} _{\text{g}}+\mathbf {v} \times \mathbf {B} _{\text{g}}-{\frac {(\mathbf {E} _{\text{g}}\cdot \mathbf {v} )\mathbf {v} }{c^{2}}}\,,}
där den extra termen kommer från differentiering av γ.

### Poyntingvektor
GEM:s Poyntingvektor i jämförelse med den elektromagnetiska Poyntings vektor ges av
| GEM-ekvation | EM-ekvation                                                                         |
| --- | ----------------------------------------------------------------------------------- |
| {\displaystyle {\mathcal {S}}_{\text{g}}=-{\frac {c^{2}}{4\pi G}}\mathbf {E} _{\text{g}}\times 4\mathbf {B} _{\text{g}}} | {\displaystyle {\mathcal {S}}=c^{2}\varepsilon _{0}\mathbf {E} \times \mathbf {B} } |

### Skalning av fält
Litteraturen tillämpar inte någon konsistent skala för de gravitoelektriska och gravitomagnetiska fälten, vilket gör en jämförelse knepig.  För att exempelvis få överensstämmelse med Mashhoons skrifter måste alla instanser av Bg i GEM-ekvationerna multipliceras med −1/2c och Eg med −1.  Dessa faktorer modifierar på olika sätt analogerna till ekvationerna för Lorentzkraften och Poyntingvektorn.  Inget val av skalning tillåter alla GEM och EM ekvationer att vara perfekt analoga. Diskrepansen i faktorerna uppkommer, eftersom  gravitationsfältets källa är andra ordningens stressenergitensor, i motats till elektromagnetiska fältets källa, som är en första ordningens fyr-ströms tensor. Denna skillnad blir klarare när man jämför relativistisk massas non-invarians med elektrisk laddningsinvarians. Detta kan spåras bakåt till gravitationsfältets spinn-2-karaktär, i kontrast till att elektromagnetismen är ett spinn-1-fält.